# Hexatoma weberi
Hexatoma weberi är en tvåvingeart som beskrevs av Alexander 1951. Hexatoma weberi ingår i släktet Hexatoma och familjen småharkrankar.
Artens utbredningsområde är Guyana. Inga underarter finns listade i Catalogue of Life.